# 内田康哉
内田康哉（1865年11月17日—1936年3月12日），日本外交官。出生于熊本藩士家庭。从东京帝国大学法科毕业后进入外务省，先后三次担任外務大臣。在1921年及1923年曾短暂代理过日本首相职务。第12任南滿洲鐵道總裁。
内田康哉在1911-1912年、1918-1923年及1932-1933年三次担任外務大臣，是唯一一位在明治、大正及昭和三個時期均担任過外務大臣的人。
此外，内田康哉三次担任外務大臣合計在職時間為7年零5個月是担任外務大臣時間最長的人。

## 公職
- 外務大臣
- 貴族院議員
- 南滿洲鐵道總裁

## 記念碑
故鄉熊本縣八代郡冰川町有建立一『内田康哉先生誕生地』記念碑。

## 親族
- 妻 内田政子（土倉庄三郎的女兒）

## 關係記錄
- 外務省外交史料館所藏「内田康哉傳記草稿」 （页面存档备份，存于）

## 關連項目
- 南满铁路
- 冰川町